# Rue Aloïse-Stoltz
La rue Aloïse-Stoltz est une rue de la ville de Strasbourg, en France.

## Localisation
La rue est située dans le quartier de la Bourse, qui est englobé dans le quartier Bourse - Esplanade - Krutenau.
D'une longueur de 90 m, elle débute au niveau de la rue Spielmann. Elle adopte un tracé orienté vers le sud et se termine quai Fustel-de-Coulanges.

## Origine du nom
La rue est ainsi nommée en hommage à Joseph Alexis Stoltz, plus connu sous le prénom Aloïse (1803-1896), qui fut un grand médecin accoucheur strasbourgeois.

## Transports en commun
L'arrêt Hôtel de police de la ligne de bus 15 se trouve à environ 50 m à pieds.